# 朗泰讷河
朗泰讷河（法語：Lanterne，法語發音：[lɑ̃tɛʁn] ⓘ）是法国勃艮第-弗朗什-孔泰大区上索恩省的河流，是索恩河的左支流，长64.3千米。